# Campionati africani di badminton 2024
I Campionati africani di badminton 2024 si sono svolti a Il Cairo, in Egitto, dal 16 al 18 febbraio 2024. È stata la 27ª edizione del torneo, organizzato dalla Badminton Confederation of Africa.

## Podi
| Evento              | Oro                                     | Argento                        | Bronzo                                          |
| Singolare maschile  | Anuoluwapo Juwon Opeyori                | Georges Paul                   | Adham Hatem Elgamal                             |
| Singolare maschile  | Anuoluwapo Juwon Opeyori                | Georges Paul                   | Victor Ikechukwu                                |
| Singolare femminile | Kate Foo Kune                           | Fadilah Shamika Mohamed Rafi   | Gladys Mbabazi                                  |
| Singolare femminile | Kate Foo Kune                           | Fadilah Shamika Mohamed Rafi   | Johanita Scholtz                                |
| Doppio maschile     | Koceila Mammeri Youcef Sabri Medel      | Nusa Momoh Godwin Olofua       | Lucas Douce Khemtish Rai Nundah                 |
| Doppio maschile     | Koceila Mammeri Youcef Sabri Medel      | Nusa Momoh Godwin Olofua       | Melvin Appiah Tejraj Pultoo                     |
| Doppio femminile    | Amy Ackerman Deidre Laurens             | Husina Kobugabe Gladys Mbabazi | Dorcas Ajoke Adesokan Sofiat Arinola Obanishola |
| Doppio femminile    | Amy Ackerman Deidre Laurens             | Husina Kobugabe Gladys Mbabazi | Fadilah Shamika Mohamed Rafi Tracy Naluwooza    |
| Doppio misto        | Koceila Mammeri Tanina Violette Mammeri | Adham Hatem Elgamal Doha Hany  | Georges Paul Kate Foo Kune                      |
| Doppio misto        | Koceila Mammeri Tanina Violette Mammeri | Adham Hatem Elgamal Doha Hany  | Alhaji Aliyu Shehu Uchechukwu Deborah Ukeh      |

## Medagliere
| Posiz. | Nazione   | Oro | Argento | Bronzo | Totale |
| ------ | --------- | --- | ------- | ------ | ------ |
| 1      | Algeria   | 2   | 0       | 0      | 2      |
| 2      | Nigeria   | 1   | 1       | 3      | 5      |
| 2      | Mauritius | 1   | 1       | 3      | 5      |
| 4      | Sudafrica | 1   | 0       | 1      | 2      |
| 5      | Uganda    | 0   | 2       | 2      | 4      |
| 6      | Egitto    | 0   | 1       | 1      | 2      |
| Totale | Totale    | 5   | 5       | 10     | 20     |